# Copa anglo-italiana
La Copa anglo-italiana (en italiano: Coppa Anglo-Italiana; en inglés: Anglo Italian Cup) era un torneo profesional de fútbol establecido en 1970, disputado anualmente de forma discontinua entre clubes italianos e ingleses. Su última edición fue en 1996.
Organizado por el entonces presidente de la Football League, Alan Hardaker, como la Competición interliga de clubes anglo-italianos (en. Anglo-Italian Inter-League Clubs Competition) como contramedida a la normativa de no permitir la participación de clubes semiprofesionales o amateurs en torneos internacionales. El principal afectado y que provocó la medida, fue el Swindon Town Football Club, vencedor de la Copa de la Liga inglesa de 1969, cuyo vencedor entonces recibía plaza en la Copa de Ferias, precedente de la Copa de la UEFA. Surge así la competición desdoblada en dos, la que acontece, y la Copa de la Liga anglo-italiana, disputada como una final entre el vencedor de la Copa de la Liga de Inglaterra y el vencedor de la Copa Italia.

## Palmarés
| Año                                 | Ganador                    | Finalista     |
| ----------------------------------- | -------------------------- | ------------- |
| Torneo anglo-italiano               |                            |               |
| 1970                                | Swindon Town FC            | SSC Nápoles   |
| 1971                                | Blackpool                  | Bologne       |
| 1972                                | Associazione Sportiva Roma | Blackpool     |
| 1973                                | Newcastle United           | Fiorentina    |
| Copa semiprofesional anglo-italiana |                            |               |
| 1976                                | AC Monza                   | Wimbledon     |
| 1977                                | Lecco                      | Bath City     |
| Alitalia Challenge Cup              |                            |               |
| 1978                                | Udinese                    | Bath City     |
| 1979                                | Sutton United              | Chieti        |
| 1980                                | Triestina                  | Sutton United |
| Talbot Challenge Cup                |                            |               |
| 1981                                | Modena Football Club       | Poole Town    |
| En memoria a Gigi Peronace          |                            |               |
| 1982                                | Modena Football Club       | Sutton United |
| 1983                                | Cosenza                    | Padova        |
| 1984                                | Francavilla                | Teramo        |
| 1985                                | Pontedera                  | Livourne      |
| 1986                                | Piacenza Calcio            | Pontedera     |
| Copa anglo-italiana                 |                            |               |
| 1992-1993                           | Cremonese                  | Derby County  |
| 1993-1994                           | Brescia                    | Notts County  |
| 1994-1995                           | Notts County               | Ascoli        |
| 1995-1996                           | Genoa                      | Port Vale     |

## Fuente
- RSSSF